# Röntgendiffrakció
A röntgendiffrakció egy anyagvizsgálati módszer megnevezése. A módszer alapjául szolgáló klasszikus kísérletet Max von Laue német tudós végezte el.
A röntgendiffrakciós krisztallográfiát a tudomány számos területén alkalmazzák:az ásványtanban, az anyagtudományban, a katalízisben, biokémiában, sőt a művészettörténetben és a régészetben is.

## A Laue kísérlet
A 20. század elején többen kutatták a röntgensugárzás természetét és a kristályos anyagok szerkezetét is. Max von Laue volt az a német tudós, aki kigondolt egy kísérletet és ezzel két legyet ütött egy csapásra.
Arra gondolt ugyanis, hogy a természetben előforduló kristályoknak olyan a kristályrácsa, melynek rácsállandója (vagyis rácssíkjainak távolsága) a röntgensugarak hullámhosszával azonos nagyságrendbe esik. A kristályszerkezetben a kristályt alkotó részecskék periodikusan ismétlődő síkokat alkotnak a tér három irányában elrendezve. (Ez valójában egy térbeli pontrács, de a kísérlet értelmezéséhez előnyösebb a rácspontokat síkbarendezetteknek tekintenünk.)
A kísérlet, amelyet Laue hipotézise alapján Knipping cink-szulfid kristályon végzett el 1912-ben, igazolta Laue meglátását.

## Lásd még
Diffrakció (fényelhajlás)